# V (тип підводних човнів США)
| ПЧ типу «V»                                                                                  | ПЧ типу «V»                                                          | ПЧ типу «V»                                                          |
| -------------------------------------------------------------------------------------------- | -------------------------------------------------------------------- | -------------------------------------------------------------------- |
| V-boat                                                                                       |                                                                      |                                                                      |
|                                                                                              |                                                                      |                                                                      |
| Човни типу «V» («Cachalot», «Dolphin», «Barracuda», «Bass», «Bonita», «Nautilus», «Narwhal») |                                                                      |                                                                      |
| Під прапором                                                                                 | США                                                                  | США                                                                  |
| Спуск на воду                                                                                | 1921—1934 рр (9 човнів)                                              | 1921—1934 рр (9 човнів)                                              |
| Виведений зі складу флоту                                                                    | 1924—1945 рр                                                         | 1924—1945 рр                                                         |
| Сучасний статус                                                                              | утилізовані                                                          | утилізовані                                                          |
| Проєкт                                                                                       |                                                                      |                                                                      |
| Розробник проєкту                                                                            | Electric Boat, Portsmouth Naval Shipyard, Mare Island Naval Shipyard | Electric Boat, Portsmouth Naval Shipyard, Mare Island Naval Shipyard |
| Основні характеристики                                                                       |                                                                      |                                                                      |
| Гранична глибина занурення                                                                   | 61 м                                                                 | 61 м                                                                 |
| Розміри                                                                                      |                                                                      |                                                                      |
| Довжина найбільша (по КВЛ)                                                                   | 83-110 м                                                             | 83-110 м                                                             |
| Озброєння                                                                                    |                                                                      |                                                                      |
| Артилерія                                                                                    | 1-2х 102-156-мм / 50-53 калібри 1х12,7-мм (0,5")                     | 1-2х 102-156-мм / 50-53 калібри 1х12,7-мм (0,5")                     |
| Торпедно- мінне озброєння                                                                    | 4 носових і 2 кормовихТА калібру 21 дюймів — 533 мм, 12 торпед       | 4 носових і 2 кормовихТА калібру 21 дюймів — 533 мм, 12 торпед       |
| Зображення на Вікісховищі                                                                    |                                                                      |                                                                      |

V (тип підводних човнів США) — дев'ять експериментальних підводних човнів ВМС США, які несли службу у 1921—1946 рр.
Човни "V" не становили єдиної серії, а були об'єднані їх створенням в межах програми досліджень по розробці найкращого типу субмарин, здатних ефективно діяти за межами прибережної зони. Як наслідок, термін «тип V» використовується для п'яти окремих підтипів підводних човнів — трьох великих і швидкісних (V-1, V-2, V-3), трьох великих із підвищеною дальністю плавання («V-4», «V-5», «V-6») та трьох середніх підводні човнів («V-7», «V-8», «V-9»). На основі субмарин V-7 – V-9 (передусім «V-7»)  був створений тип підводних човнів "Порпос", внаслідок подальшого розвитку якого отримали всі шість основних типів підводних човнів США періоду Другої світової війни. 
Із човнів "V" шість брали участь у Другій світовій, при цьому один з них був потоплений ворогом.

## «V-1» через «V-3»— «Барракуда»
Перші три човни типу «V» (V-1, V-2, V-3), були профінансовані у 1919 фінансовому році, закладені на Портсмут Navy Yard у жовтні та листопаді 1921 року і введені в експлуатацію у 1924—1926, були єдиними представниками типу, призначеними для задоволення вимог ВМФ у надводній швидкості човна. Вони були великими і з потужними двигунами, водотоннажністю надводною 2119 тонн, та повною у 2506, довжиною — 104 м. Енергетична установка складалася з двох дизель-генераторів потужністю по 2250 к.с.
Три човни були з напівподвійним корпусами. Вони були озброєні шістьма 21 дюймовими (533 мм) торпедними апаратами, чотири носові і дві кормові з 12 торпедами, плюс 5 дюймова (127 мм) / 51 калібру]] палуба гармата.
Але вони змогли на практиці виконати заявлені показники по швидкості; надводної і підводної, лише на 90 %. Також виявилося, що встановлена палубна гармата є надто важкою для них і вона була замінена на 3 дюймову (76 мм)/ 50 калібрів в 1928 році Крім того, обидва основні рухові дизельні двигуни й їх оригінальні електродвигуни були ненадійні. Перейменовані у «Барракуда», «Bass» і «Bonita» в 1931 році, вони були виведені з експлуатації в 1937 році, і тільки неминучість Другої світової війни, в рамках підготовки до якої вони були відновлені у вересні 1940 року і направлені до Перл-Гарбора. Потім три човни були передані в зону Панамського каналу, і кожен зробив ряд оборонних походів.
Всі три човни були переобладнані наприкінці 1942 року — на початку 1943 року і перетворені у вантажні субмарин, видаливши два торпедних апарати і головні двигуни, тим самим залишивши її тільки в дизель-генератори для руху. Але вони, мабуть, ніколи не служили як вантажні, і використовувалися як навчальні на базі підводних човнів у Нью-Лондоні до кінця війни у 1945. Після виведення з експлуатації «Барракуда» і «Bonita» були утилізовані, а «Bass» був затоплений як гідролокатор біля Род-Айленд.

## «V-4»— «Аргонавт»
Водотоннажністю у 4164 / 4231 тонн, довжиною 110 м, «V-4 Аргонавт» — був найбільший підводний човен побудований ще до появи атомних ПЧ і єдиний США підводний човен спеціально спроєктований як мінний загороджувач. Конструкція була, можливо, запозиченою в  німецьких човнів типів U-139 і U-151, хоча «V-4», «V-5» та «V-6» були більшими від них.
Профінансовані в 1925 фінансовому році, закладені в Портсмуті у травні того ж року, і передані в експлуатацію у квітні 1928 року, «V-4» мав чотири 21-дюймових (533 мм) носових торпедних апаратів вперед, два лотки для мін й пов'язане з ними обладнання для механічного переміщення у кормі. Дві 6 дюймові (152 мм)/ 53 калібрів палубних гармат, котрі були найбільшими на американських підводних човнах.
Основні рухові дизелі були потужністю у 2800 кВт, що дозволяли розвивати надводну швидкість до 15 вузлів (30 км/год). Єдиний у своєму роді підводний човен «Аргонавт» ніколи не був особливо успішним, але залишився в строю протягом 1930-х років. На початку Другої світової війни він був оснащений новими двигунами з Mare Island Naval Shipyard потужністю 4800 кВт, та додатково отримав два зовнішніх кормові торпедні апарати з зовнішнім заряджанням.
Незважаючи на те що човен ніколи не встановлювали міни в бойових умовах їх мінне оснащення були демонтоване для перетворення в десантні човни. Переоснащення було проведено у Перл-Гарбор. У такій якості, і в супроводі «Наутілуса», він брав участь у висадці морської піхоти США на японський Макін Атолл в серпні 1942 року. Наприкінці 1942 року «Аргонавт» був направлений на Бугенвільські острови, північніше Соломонових островів, і був потоплений 10 січня 1943 після нападу на японський конвой.

## «V-5» і «V-6»— «Нарвал» і «Наутілус»
Їх загальний зовнішній вигляд і розміри були схожі до човна «Аргонавт». Військово-морський флот експериментував з гідролітаками на підводних човнах. Тим не менш, в результаті збільшення можливостей ворожої розвідки значно посилилися кілька додаткових небезпек для приймаючого літака підводного човна, і тому ця ініціатива була відкинута. Човни були двокорпусні, водотоннажністю 2730/3900 тонн, довжиною у 110 м. Кожен з них був оснащений двома 10-циліндровими, двотактними, 2350 к.с. німецькими дизельними двигунами MAN SE Вони також мали два, 450 к.с, дизель-генераторів для зарядки батарей. На випробуваннях, два човни досягли майже 17,5 вузлів (35 км/год) надводної швидкості і 8 миль / год підводної, і мали можливість подолати 18000 миль при швидкості 10 миль/год. Мали чотири носові і два кормові торпедні апарати (у тому числі вісім зовнішніх) і дві 6" (152 мм)/53 калібрів палубних гармати.
Фінансувався в 1926 році і введений в експлуатацію в 1930 році, «V-5» та «V-6» вийшли занадто великими і громіздкими для успішної роботи: повільно занурювалися, важко маневрували, і їх було легко виявити.
Перед Другою світовою війною «Наутілус» був переобладнаний, щоб нести 20000 л. авіаційного бензину для заправки гідролітаків в морі. На початку війни були оснащені чотирма дизелями, у 1600 к.с. General Motors і, незважаючи на їх вік та притаманні конструктивні недоліки, вони виконували бойові походи. Їм зараховано потоплення 13 ворожих кораблів загальним тоннажем 35000 тонн.
Виведені з експлуатації у квітні і червні 1945 року, відповідно, і продані на злам. Палубні гармати човна «Нарвал» зберігаються як пам'ятник на базі підводних човнів в Нью-Лондоні, штат Коннектикут.

## «V-7»— «Дельфін»
При довжині 319 і водотоннажністю тільки трохи більше половини, що із трьох її попередників 1718/2240 тонн, довжиною 97 м, човен «Дельфін» це спроба знайти золоту середину між цими останніми кораблями. «Дельфін» мав головні двигуни потужністю 1750 к.с. Мав шість 21-дюймових (533 мм) торпедних апаратів (4 носові і 2 кормові), з 18 торпедами. І 4"(102 мм)/ 50 калібрів палубну гармату.
На початку війни виконав три бойові походи з Перл-Гарбора Був виведений з експлуатації в жовтні 1945 року і проданий на злам через рік.

## «V-8» і «V-9»— «Кашалот» і «Каракатиця»
Профінансовані в 1932 фінансовому році, довжиною 83 м, водотоннажністю 1130 т.
Мав два інноваційних, компактних німецькі дизелі MAN SE  потужністю по 1535 кВт, плюс єдиний дизель-генератор потужністю 440 кВт, з надводною швидкістю 17 вузлів (24 км/год).
Озброєння: шість 21-дюймових (533 мм) торпедних апаратів (4 носових, 2 кормових), з 16 торпедами. 3"(76 мм)/ 50 калібру палубна гармата
На човнах була перша в США установки кондиціонування повітря і перше часткове використання зварювання (замість клепки) корпуса. Крім того, «Кашалот» і «Каракатиця» служила для випробування перших торпед Mark I, котрі зробили революцію в підводному управлінні вогнем в середині 1930-х.
Човни зробили по три бойових походів в центральній і західній частині Тихого океану, і «Кашалот» зробив один похід у води біля Аляски. Вони закінчили війну в базі підводних човнів в Нью-Лондоні як навчальні човни.
Виведені з експлуатації в жовтні 1945 року і утилізовані через кілька років.

## Представники
У 1920 році Військово-морський флот США прийняв класифікацію бортових номерів за схемою, яка відрізняла човни прибережні і загального призначення, позначенням «SS» і «SF». Відповідно, Т-1, Т-2, Т-3 були спочатку визначені «SF-1», «SF-2», «SF-3», і «V-1» й до «V-7» були позначені SF-4 і до SF-10. Система була змінена для позначення типу човнів «V», як «SC» (крейсерський підводний човен) для «V-8» і « V-9».
В 1931 всі отримали імена, і всі, крім «V-4» були перейменовані в як «SS». «V-4» було також призначено позначення «SM-1» (підводного мінного загороджувача).
| Назва 1920—1931  | Назва після 1931        | Верф                       | Закладений | Спущений на воду | Переданий флоту | Виведений з флоту | Утилізований                      |
| ---------------- | ----------------------- | -------------------------- | ---------- | ---------------- | --------------- | ----------------- | --------------------------------- |
| V-1 (SF-4)       | USS Barracuda (SS-163)  | Portsmouth Naval Shipyard  | 20.10.1921 | 17.07.1924       | 1.10.1924       | 3.03.1945         | 1945                              |
| V-2 (SF-5)       | USS Bass (SS-164)       | Portsmouth Naval Shipyard  | 20.10.1921 | 27.10.1924       | 26.09.1925      | 3.03.1945         | 1945                              |
| V-3 (SF-6)       | USS Bonita (SS-165)     | Portsmouth Naval Shipyard  | 16.11.1921 | 9.06.1925        | 22.05.1926      | 3.03.1945         | 1945                              |
| V-4 (SF-7)       | USS Argonaut (SM-1)     | Portsmouth Naval Shipyard  | 1.05.1925  | 10.11.1927       | 2.04.1928       | 10.01.1943        | Потоплений японцями 10 січня 1943 |
| V-5 (SF-8/SC-1)  | USS Narwhal (SS-167)    | Portsmouth Naval Shipyard  | 10.05.1927 | 17.12.1928       | 15.05.1930      | 23.04.1945        | 1945                              |
| V-6 (SF-9/SC-2)  | USS Nautilus (SS-168)   | Mare Island Naval Shipyard | 2.08.1927  | 15.04.1930       | 1.07.1930       | 30.06.1945        | 1945                              |
| V-7 (SF-10/SC-3) | USS Dolphin (SS-169)    | Portsmouth Naval Shipyard  | 14.06.1930 | 8.04.1932        | 1.06.1932       | 2.10.1945         | 1946                              |
| V-8 (SC-4)       | USS Cachalot (SS-170)   | Portsmouth Naval Shipyard  | 21.10.1931 | 19.10.1933       | 1.10.1933       | 17.10.1945        | 1947                              |
| V-9 (SC-5)       | USS Cuttlefish (SS-171) | Electric Boat              | 7.10.1931  | 21.11.1933       | 8.06.1934       | 24.10.1945        | 1947                              |